# Z 23500
,,
La Z 23500 (également nommée TER 2N PG pour « Deux niveaux » et « première génération ») est une automotrice électrique à deux niveaux conçue pour le service TER. Mises en service de 1998 à 2000, ces rames dérivent directement des Z 20500 du réseau Transilien, plus précisément une demi-rame, puisque composées d'une motrice et d'une remorque. Elles possèdent le même bruit moteur que les Z 20900 du fait qu'elles partagent la même chaîne de traction OnIX.
Commandées à quatre-vingts exemplaires par trois régions françaises (Nord-Pas-de-Calais, Rhône-Alpes et Provence-Alpes-Côte d'Azur) pour leurs lignes les plus chargées, elles constituent le premier matériel automoteur à deux niveaux destiné au réseau TER et sont particulièrement adaptées aux services intervilles chargés ou périurbains denses. Le rapide succès de la série auprès des voyageurs et sa relative fiabilité entraînent dès 2003 la mise au point d'un matériel successeur à plus grande échelle, le TER 2N NG.

## Historique

### Trafic TER en hausse constante
Les premières conventions TER signées au milieu des années 1980 entre la SNCF et les régions, nouvelles autorités organisatrices, connaissent un succès certain et amènent à des hausses de fréquentations des lignes, en particulier autour des grandes agglomérations. Certaines relations sont particulièrement chargées, mais le matériel, vieillissant et de faible capacité, ne correspond plus aux besoins. La mise en service des rames réversibles régionales (RRR), ainsi que des automotrices Z 2, permet de renouveler le parc, mais à peine dix ans après leur mise en service, les rames ne parviennent plus à faire face à la demande sur plusieurs liaisons périurbaines, en particulier autour des trois grandes métropoles de Lille, Lyon et Marseille.

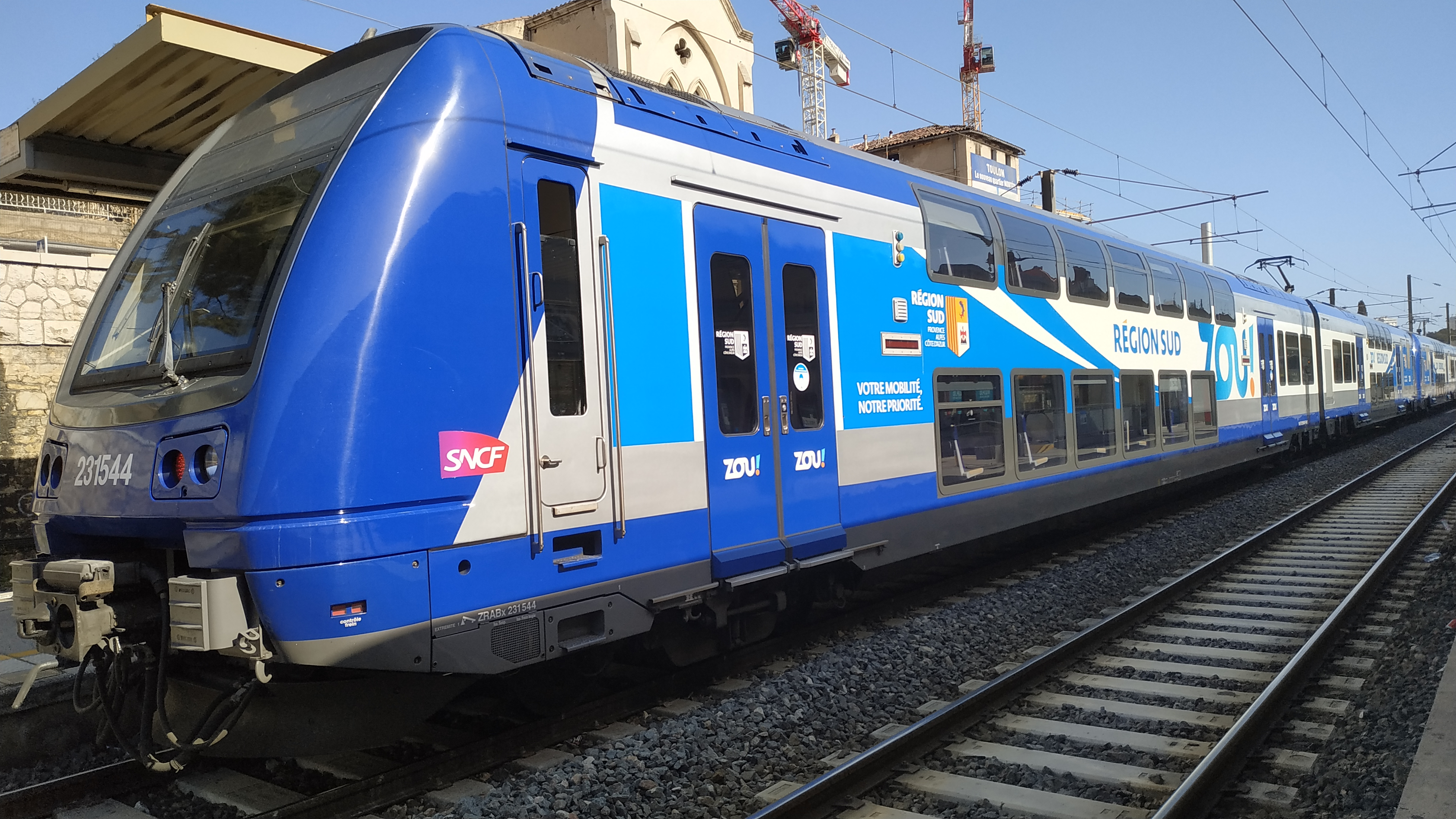
Livrée ZOU en gare de Toulon.

L'ajout de segments de rames - et par conséquent l'allongement des quais - constitue un investissement très élevé et la formule à deux niveaux, de plus grande capacité, est alors envisagée par la région Nord-Pas-de-Calais. Dès le milieu des années 1980, celle-ci commande 51 voitures régionales à deux niveaux (VR 2N) attelées à des BB 16500 pour ses liaisons les plus chargées, voitures identiques aux voitures de banlieue à deux niveaux (VB 2N) circulant en Île-de-France. Par ailleurs, dès le début des années 1980, des voitures omnibus à deux niveaux, version plus confortable des VB 2N, permettent de faire face à la forte hausse du trafic de grande couronne parisienne dans plusieurs régions limitrophes de l'Île-de-France. Les voitures à deux niveaux (V 2N), version modernisée des VO 2N apte à la vitesse de 160 km/h en réversibilité, est mise en service au début des années 1990 et complète le parc de matériel de grande couronne. Enfin, la SNCF décline la formule à deux niveaux pour ses nouvelles rames TGV Duplex livrées à partir de 1995 ; il semble alors évident d'adapter plus largement ce concept au nouveau matériel TER.
Toutefois, à la même période, seule la banlieue parisienne voit circuler depuis une décennie du matériel automoteur à deux niveaux (Z 2N), plus performant que les rames tractées en réversibilité, et dont le développement de nouvelles séries est constant pour faire face à la hausse quasi-continuelle du trafic de banlieue. La région Nord-Pas-de-Calais fait une nouvelle fois office de précurseur en commandant une petite série de six éléments Z 20500 à quatre caisses, livrés en 1996 et dénommés Z 92050. Ces derniers sont destinés aux dessertes les plus chargées de la région lilloise et viennent épauler les rames de VR 2N. Mais cet exemple n'est pas transposable ailleurs en France, la capacité de ces éléments avant tout conçus pour l'intense trafic de la banlieue parisienne étant excédentaire aux besoins.

### Premier matériel automoteur TER à deux niveaux
Les régions Nord-Pas-de-Calais, Rhône-Alpes et Provence-Alpes-Côte d'Azur s'intéressent aux Z 2N circulant en Île-de-France, pour leur importante capacité répondant aux besoins des lignes les plus chargées, mais elles souhaitent une version déclinée plus confortable et mieux adaptée aux besoins des liaisons TER périurbaines. Les Z 23500 sont ainsi le fruit d'une étroite collaboration entre la SNCF, les constructeurs, et ces trois régions françaises. Elles constituent la deuxième série d'engins construits à la suite d'une collaboration directe avec les régions, après les X 72500. Un contrat est sollicité auprès de la SNCF et un appel d'offres est alors lancé.
Les constructeurs GEC Alsthom Transport et ANF Industrie y répondent, d'abord séparément, puis avec une proposition commune : le 31 octobre 1995, cinquante-huit éléments sont commandés par les trois régions. L'acquisition est financée à 70 % par les régions, et à 30 % par la SNCF. Des avenants au contrat portent ce nombre à 60, 76 et enfin 80 éléments le 20 mai 1998. La région Nord-Pas-de-Calais dispose de 34 éléments, PACA de 30 et Rhône-Alpes de 16.

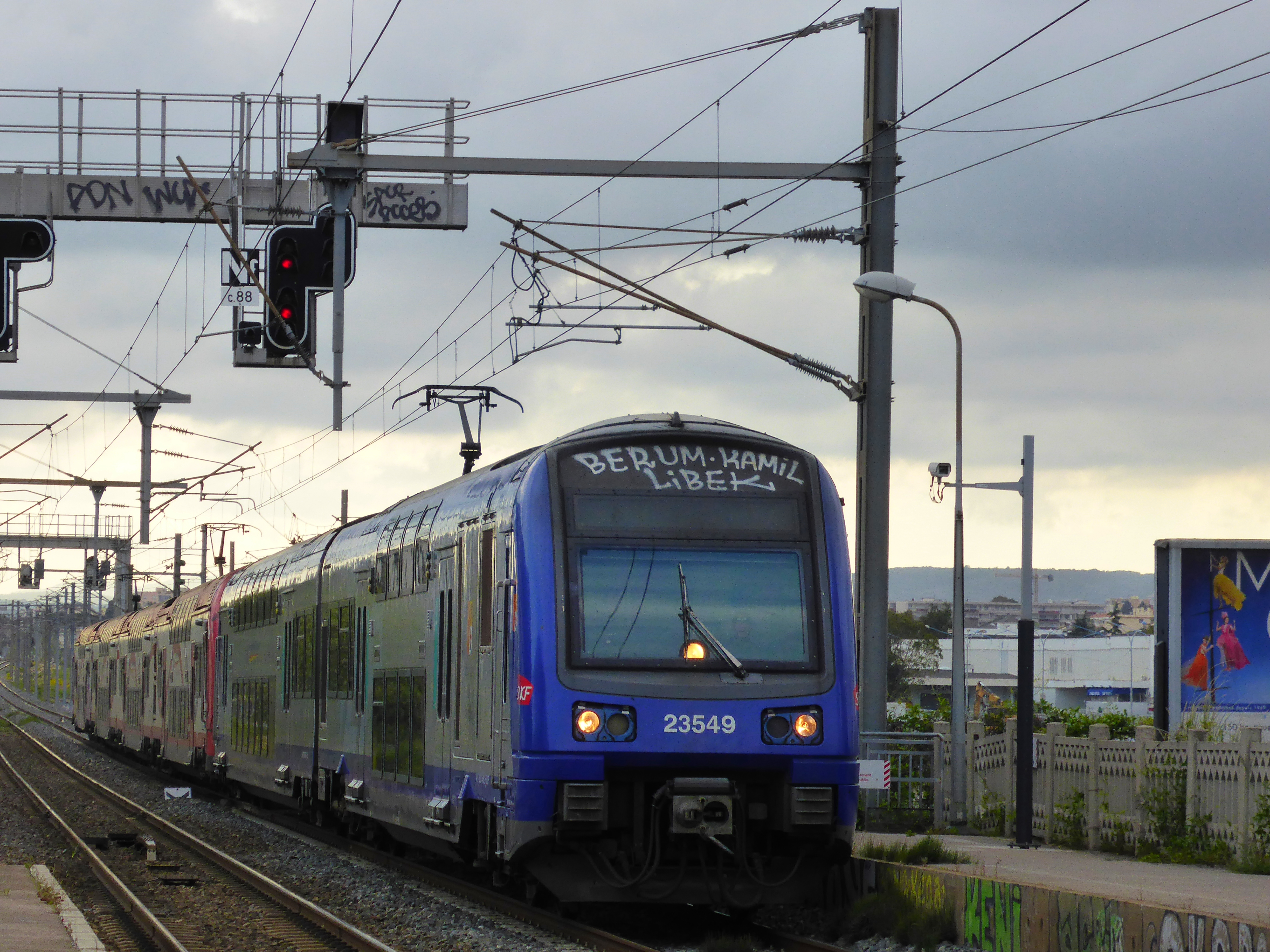
La Z23549 en UM avec la Z26585-586 de la région PACA arrivant en gare de Nice-Saint-Augustin.

À l'origine, le projet prévoit une livrée à base de blanc, avec une bande gris clair à hauteur des plates-formes d'accès, une face frontale bleue et des bandeaux bleus verticaux à hauteur des portes. Mais une livrée TER unifiée est déterminée entre-temps, et les rames adoptent tout naturellement cette livrée à base de gris clair et de bleu, comportant le filigrane « TER ». Les régions s'impliquent particulièrement sur le design et l'aménagement intérieur, en collaboration avec le cabinet MBD.

### Conception et essais
Le projet initial comporte une chaîne de traction triphasée asynchrone fondée sur les composants GTO (gate turn off thyristor). En décembre 1995, GEC Alsthom propose une solution reposant sur une chaîne de traction de nouvelle génération, à base de composants de type IGBT (insulated gate bipolar transistor), jusqu'alors exploitée sur des matériels de type tramway, avec des tensions plus réduites. Afin de ne pas transformer le nouveau matériel en série expérimentale, un prototype est constitué à partir des Z 20887/888, l'élément « Adonix » (automotrice à deux niveaux à chaîne Onix) : il circule de l'automne 1996 à l'hiver 1997. D'autres adaptations sont mises en œuvre : l'ajout du freinage rhéostatique, alors que les Z 20500 ne sont dotés que du frein par récupération. En février, les constructeurs proposent en outre d'adopter des portes à commande électrique, ce qui constitue une première sur un matériel SNCF, tous les autres étant équipés d'un type pneumatique : ce système est testé avec succès sur l'élément Z 20867/868. Tout comme les Z 20900, elles descendent des Z 20500 et possèdent ainsi la chaîne de traction Onix. Elles sont aussi cousine avec les CP série 3500 portugaise, partageant également la même chaîne de traction avec des moteurs dérivés. La face avant rappelle celles des MI 2N Altéo et Z 22500 (autres réalisations du cabinet MBD).
Trois rames de présérie sortent des chaînes durant l'automne 1997. Les Z 23501, 502 et 503 entament alors une campagne d'essais poussée, afin de respecter le souhait de la région PACA de voir les premiers éléments mis en service dès février 1998 comme vitrine électorale avant les élections régionales de mars 1998. La première est équipée pour vérifier la chaîne de traction, la seconde pour le freinage et les anti-enrayeurs, et la troisième pour les équipements destinés aux voyageurs, comme la climatisation. Le premier élément de la série, la Z 23505, sort d'usine le 23 janvier 1998 et entre en service commercial le 15 février suivant ; la livraison de la série s'achève avec la Z 23580, sortie d'usine le 30 mars 2000 et entrée en service dès le lendemain. La Z 23501 est remise au type et entre en service commercial le 10 décembre 1998, la Z 23502 le 19 juin de la même année et la Z 23503 le 9 avril.

### Déploiement et les premiers incidents
La première rame du dépôt de Marseille est inaugurée à partir du 16 février 1998 avec des marches spéciales, puis engagée en alternance sur les relations de Marseille à Toulon ou à Avignon. À partir du service d'été, les rames réceptionnées sont engagées à égalité sur les parcours de Marseille à Toulon, Hyères ou Les Arcs, et sur la relation des Arcs à Nice et Vintimille. Cette disposition permet d'effectuer les échanges de matériels aux Arcs, afin d'assurer le retour des rames vers leur dépôt d'attache. Puis à partir de l'hiver 1998/1999, des parcours de Marseille à Avignon sont mis en œuvre, avec une composition bi-tranche, dont un élément passe par Arles, l'autre par Cavaillon. À partir de l'hiver 2001/2002, les rames atteignent Nîmes.
Le dépôt de Vénissieux réceptionne ses premiers éléments en mai 1998. Le 24 mai, les deux premiers éléments sont engagés sur la relation de Lyon à Saint-Étienne. À partir de l'hiver 1999, les TER 2N circulent entre Lyon et Givors, Ambérieu et Saint-André-le-Gaz. Enfin à partir de l'été 2000, des courses vers Valence au sud, ou Villefranche-sur-Saône et Mâcon, au nord, apparaissent. Les week-ends, les rames relient Lyon à Évian et Saint-Gervais-le-Fayet via Annemasse.

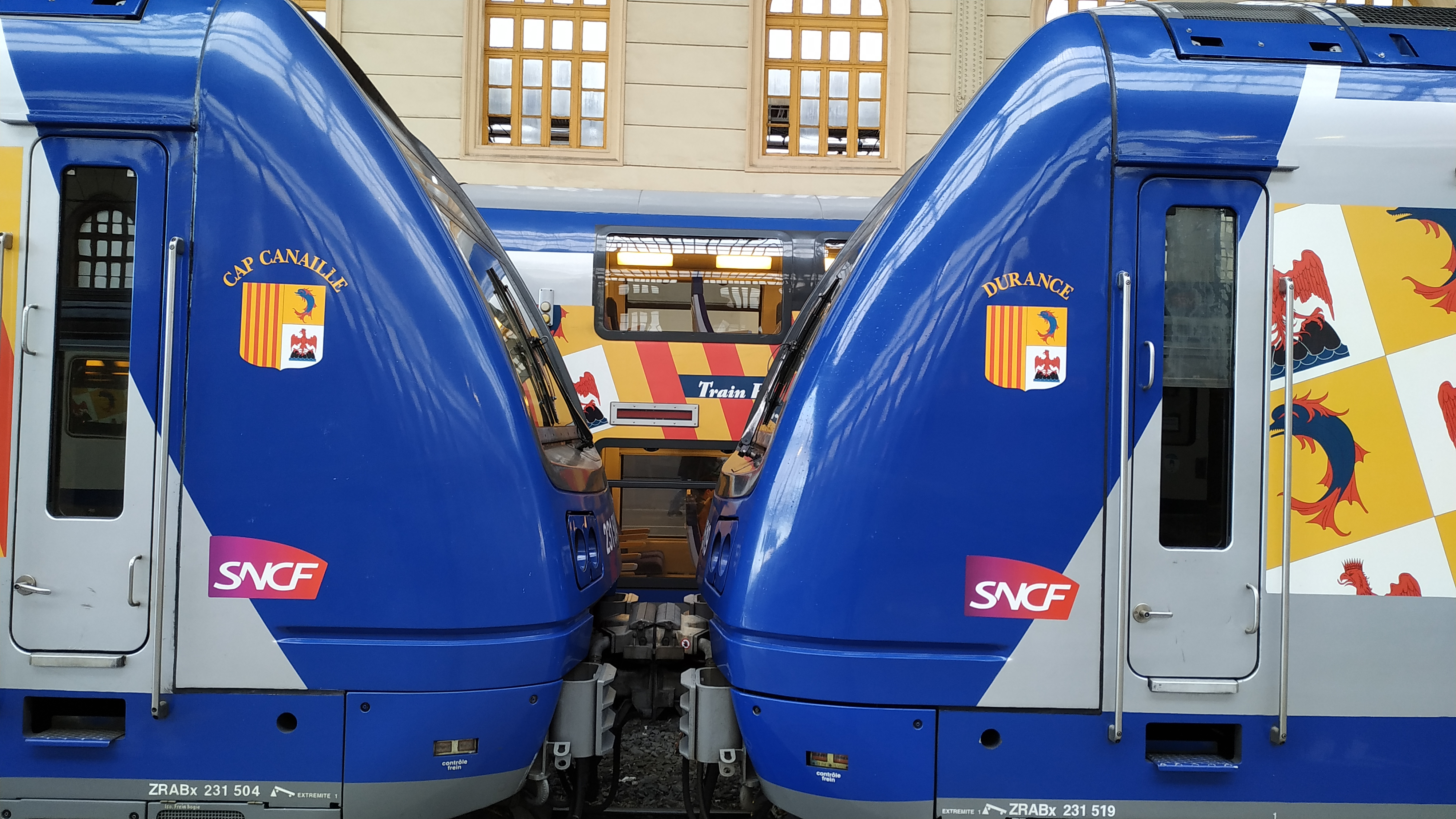
Deux Z 23500 accouplés

Les rames du dépôt de Lille sont engagées à partir de l'hiver 1998 pour un service cadencé sur l'axe régional le plus fréquenté, de Lille à Valenciennes, Aulnoye, Hirson ou Jeumont. À partir de fin 1999, les TER 2N atteignent Charleville-Mézières. Enfin à partir d'avril 2000, le matériel dessert diverses lignes régionales, en particulier vers le littoral, puis vers Cambrai à partir de l'hiver 2000. Elles circulent depuis sur l'ensemble des lignes électrifiées du réseau TER Nord-Pas-de-Calais.
Durant l'été 1998, les premiers défauts de jeunesse apparaissent, en partie dus à la brièveté de la campagne d'essais. Le nombre d'incidents s'accroît fortement, avec divers problèmes liés aux IGBT de la chaîne de traction, l'informatique de bord, aux convertisseurs statiques (CVS), aux garnitures de frein, à la climatisation, aux portes, auxquels répondent les constructeurs. En 2000, apparaissent des soucis de blocages de moteurs, d'abord à Marseille puis à Vénissieux, causés par un roulement du rotor. Les différents éléments sont progressivement traités de fin 2001 au printemps 2003, profitant de leur retour en usine pour régler les divers autres problèmes rencontrés. Enfin, au printemps 2001, de nombreux cas de fissuration de la vitre frontale apparaissent : ils entraînent un taux de remplacement élevé, et des immobilisations problématiques pour l'exploitation, en raison des délais de livraison des vitres de remplacement et du système de pare-brise collé, dont le temps de séchage est important.
Le succès de la série auprès des voyageurs et sa relative fiabilité, malgré ses quelques défauts de jeunesse et ses relatives faiblesses du point de vue du confort, entraînent rapidement la mise au point d'un matériel successeur de nouvelle conception dès 2003, le TER 2N NG.

## Aménagement

### Espaces voyageurs
Les espaces voyageurs disposent de la climatisation, ce qui entraîne l'absence de fenêtres ouvrantes et une forme galbée des vitrages. Remorque et motrice se distinguent extérieurement par leur nombre de groupes de fenêtres, respectivement sept et quatre, et par la présence d'un compartiment technique entre la cabine de conduite et la plateforme extrême sur la motrice.
La motrice dispose sur ses deux niveaux de six rangées de sièges, partiellement en vis-à-vis, et d'un casier à bagages. Après la seconde plateforme, dans le compartiment d'extrémité, les sièges sont placés en quinconce entre les armoires d'appareillages. Une intercirculation permanente, dénuée de portes, permet d'accéder à la remorque, qui est dotée à son extrémité d'une rotonde puis de trois rangées de sièges. Après la plateforme, se situe en bas un espace réservé aux personnes à mobilité réduite (PMR) accessible par le biais d'une faible rampe d'accès. Il dispose de sièges à assise relevable et des WC de type Corail plus. Le reste de la salle basse dispose de neuf rangées de sièges. Le compartiment supérieur est mixte, les première et seconde classes étant séparées par une cloison vitrée. Sur le réseau TER Nord-Pas-de-Calais, le compartiment de première classe reste similaire à celui des autres réseaux, malgré la suppression de cette classe. Chaque élément offre 208 places assises.

Aménagement des espaces voyageurs
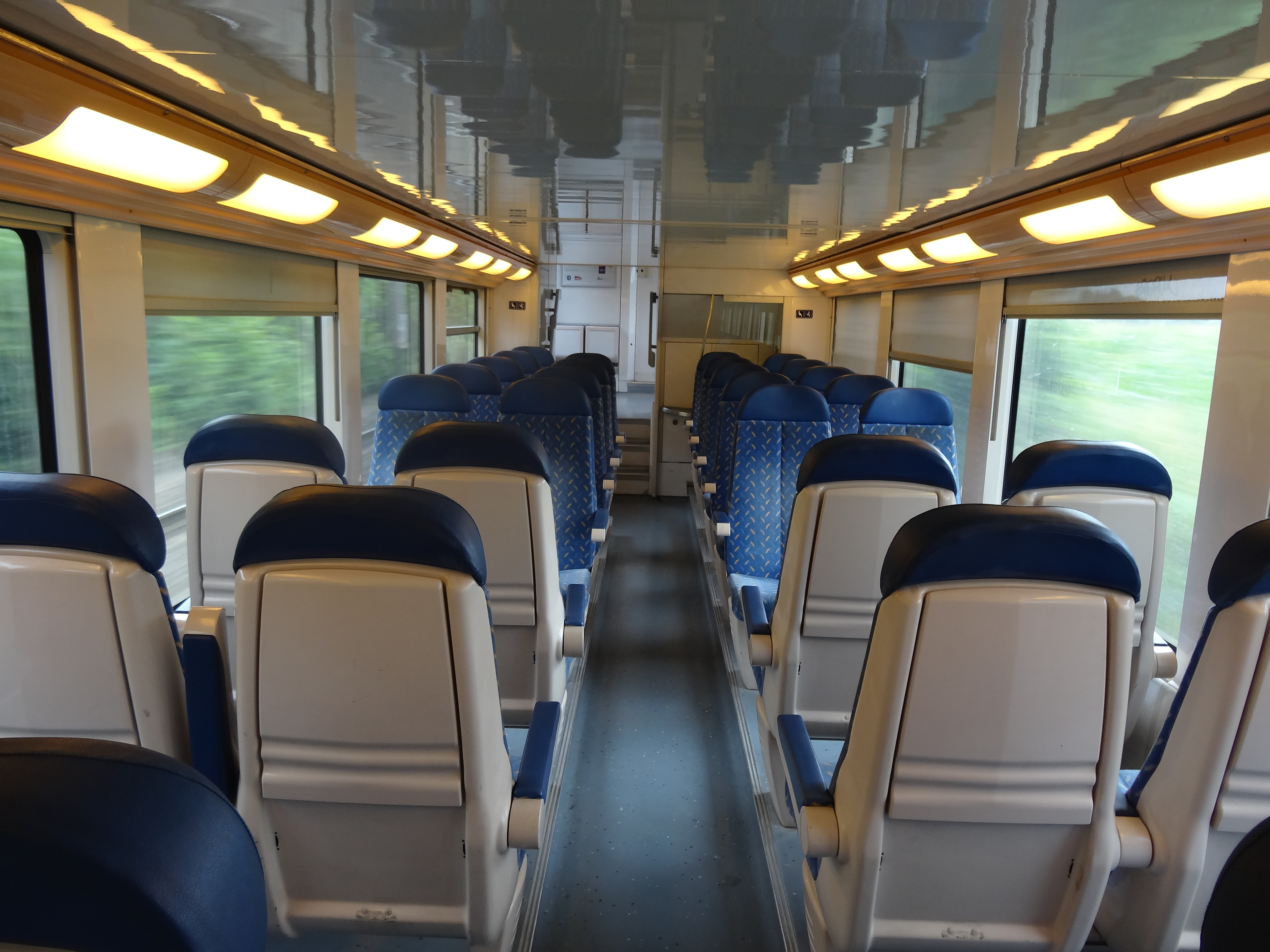
Salle basse d'un élément Z 23500 du TER Nord-Pas-de-Calais.
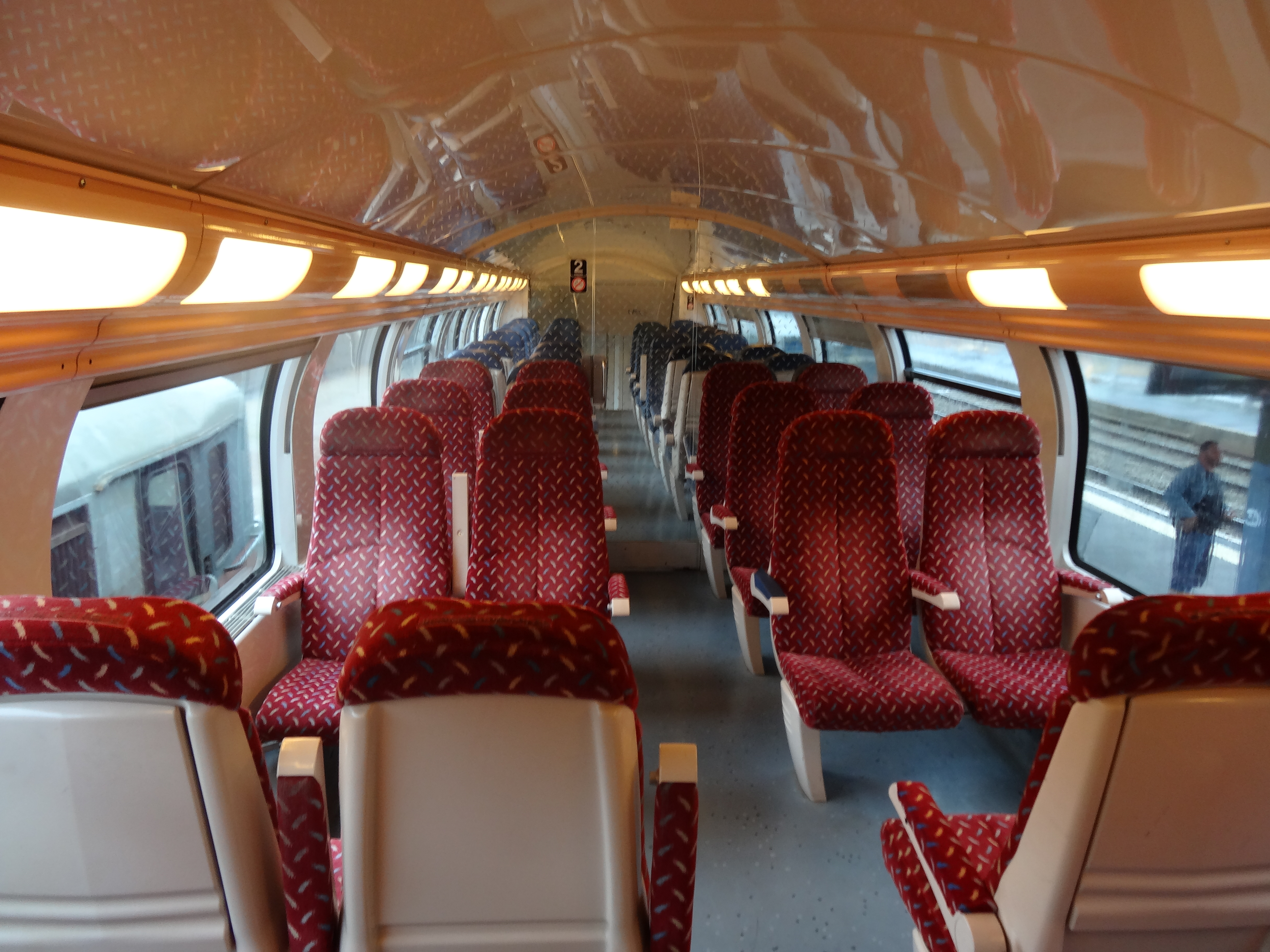
Salle haute de la remorque, avec au premier plan les sièges rouges de 1re classe.
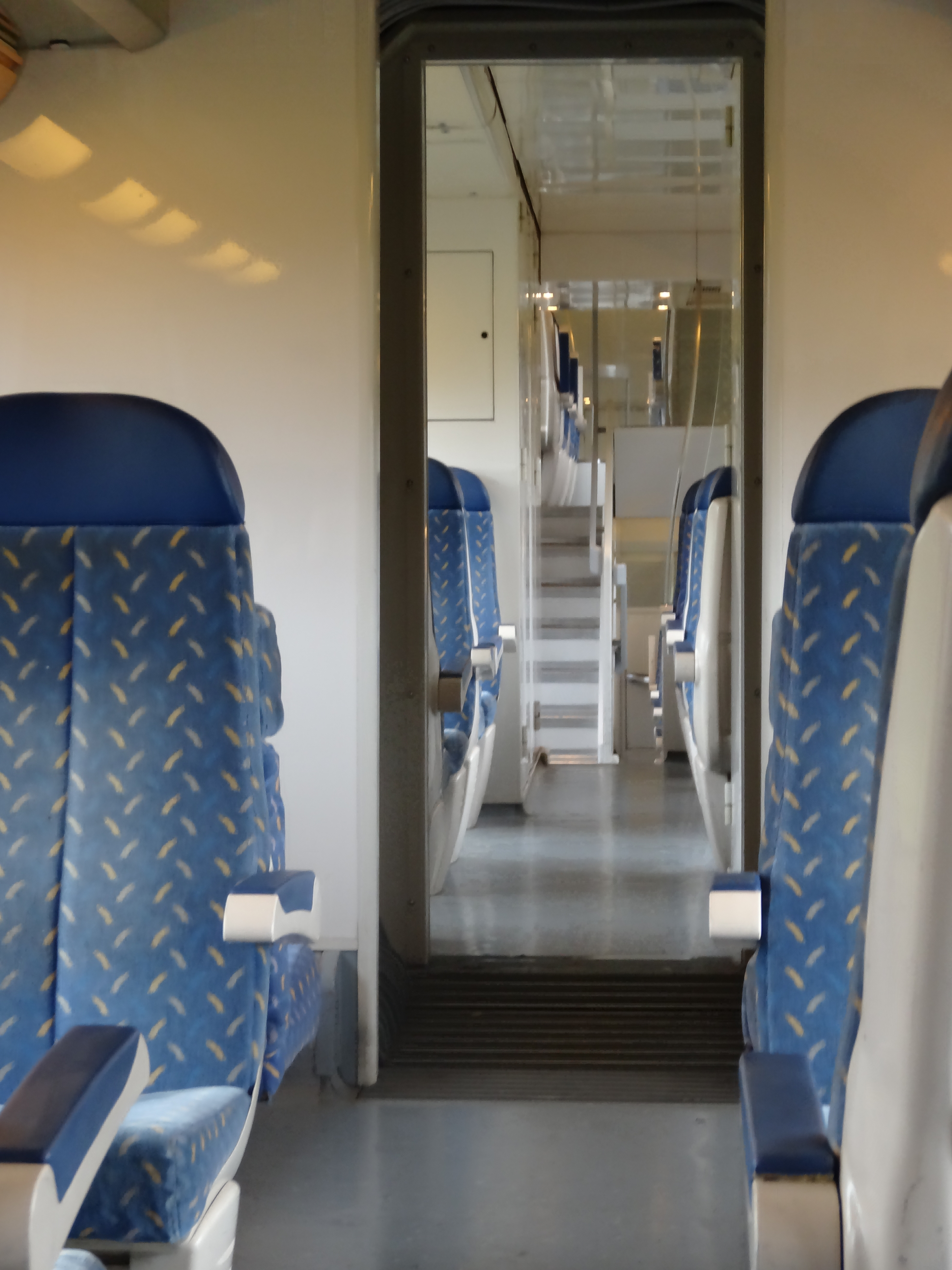
L'intercirculation entre la motrice et la remorque.
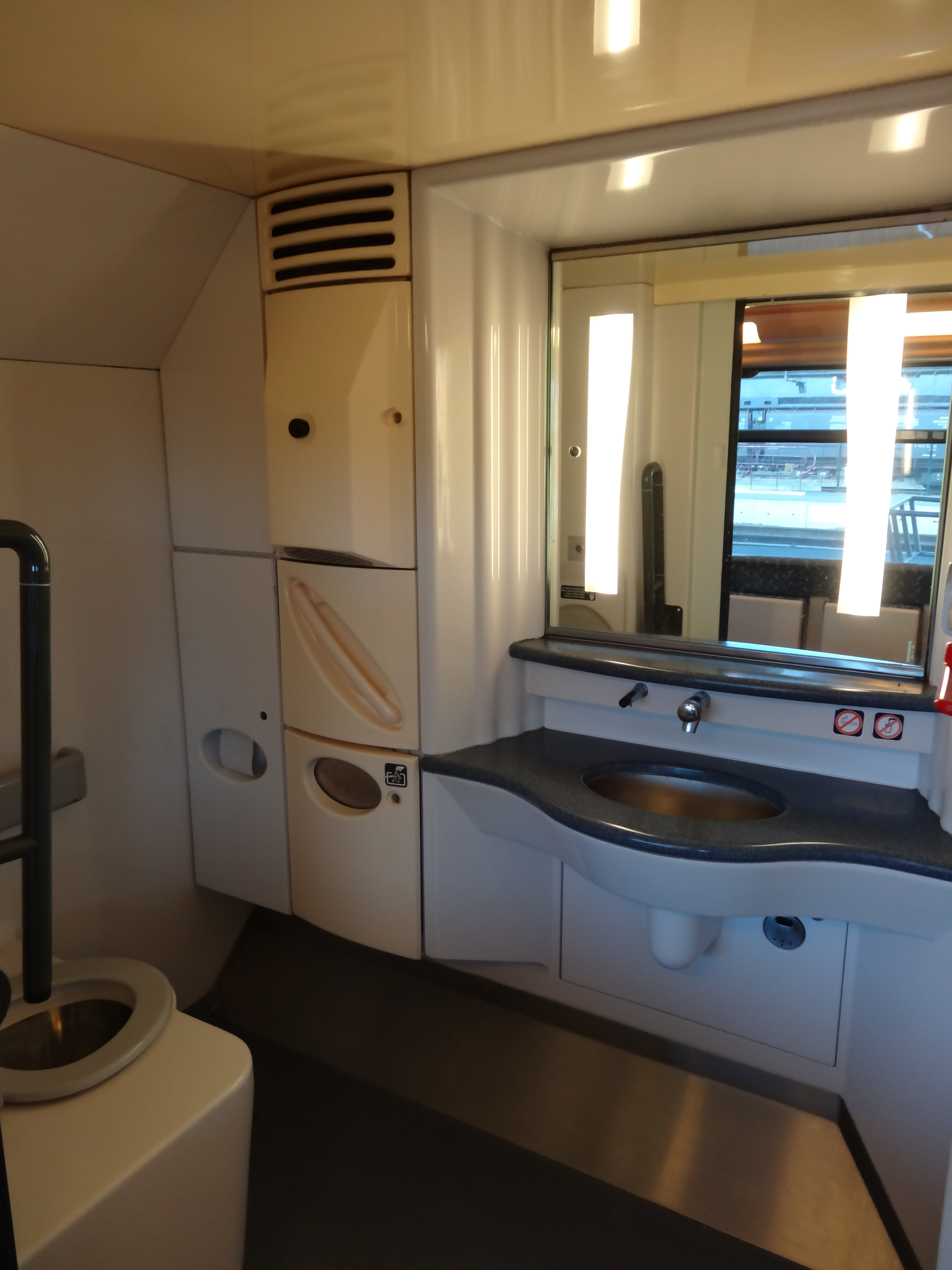
Les toilettes, aménagées pour les personnes handicapées.

### Cabine de conduite

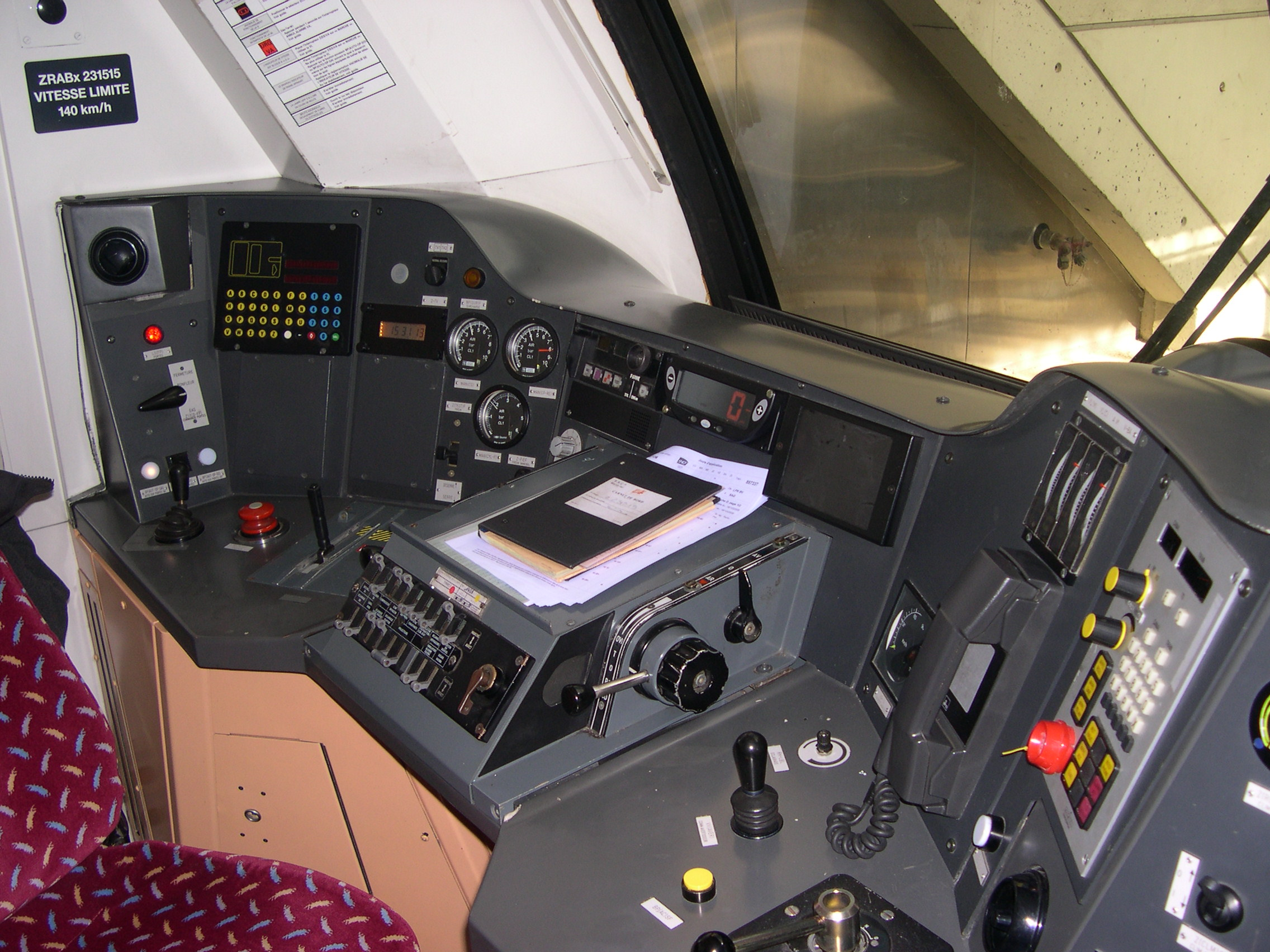
Poste de conduite de la Z 23515.

La cabine de conduite est accessible directement depuis la salle voyageurs côté remorque, depuis les espaces voyageurs après la traversée du compartiment technique sur la motrice, ou de l'extérieur par deux portes latérales. Le poste de conduite est très similaire à celui des Z 20500. Mais il ne dispose toutefois pas de l'équipement à agent seul (EAS) spécifique à l'Île-de-France, dont les écrans permettent au conducteur de visualiser la montée et la descente des voyageurs et de contrôler directement la fermeture des portes sans nécessité d'un agent d'accompagnement. La conduite d'une Z 23500 nécessite donc le recours à un agent d'accompagnement pour surveiller la montée/descente des voyageurs et indiquer le départ du train.
À gauche du pupitre, on trouve la commande des portes, le système d'enregistrement ATESS (acquisition temporelle des évènements de conduite statique de sécurité), une pendule numérique et les manomètres de la conduite principale et de la conduite de freins. Juste devant se trouvent la commande du frein de secours, le bouton poussoir rouge d'arrêt d'urgence et la commande de freinage.
Au centre du pupitre, se situent le boîtier du contrôle de vitesse par balises (KVB), l'indicateur linéaire de vitesse analogique ainsi que le boîtier de lampes de signalisation. En dessous, on trouve le pupitre de traction doté d'une commande de chaque côté, et, juste devant le conducteur, les interrupteurs de la boîte à leviers (commandes du disjoncteur, des fanaux...). Sur l'axe de la commande de traction, à droite, se situe un bouton cranté permettant de sélectionner le mode de conduite : couplage/découplage des unités multiples (CD), mode de freinage électrique (PA), position neutre (0), traction (T), et vitesse imposée (VI) permettant le réglage de la vitesse maximale qui s'affiche sur un cadran indicateur à droite. L'inverseur du sens de la marche se situe juste derrière.
À droite du poste de conduite, on trouve successivement de gauche à droite un voltmètre de tension en ligne 25 kV, puis un pour le 1500 V, un ampèremètre moteur et un voltmètre de batterie. À côté, les systèmes de radio sol-train et d'interphonie, puis tout à droite, les commandes de la climatisation de cabine. Devant se situent la commande de l'avertisseur sonore, le bouton de vigilance permettant d'acquitter les signaux fermés et la commande du pantographe. Dans le dos du conducteur, un tableau d'interrupteurs et de disrupteurs est adossés à la paroi de la cabine.

## Caractéristiques techniques

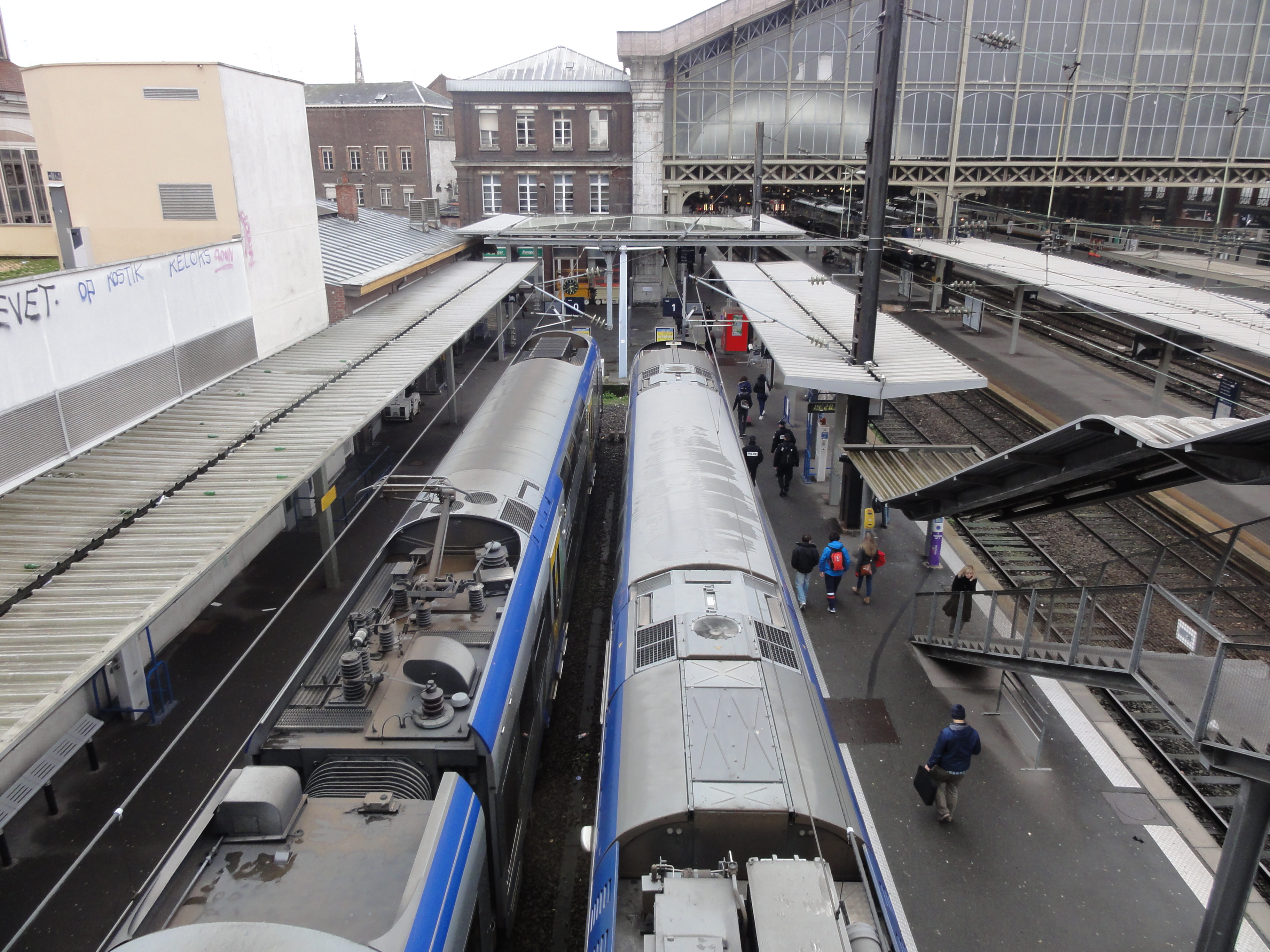
Toiture des éléments Z 23500 (à gauche), avec le pantographe Ax bistatique et le bloc de climatisation, et Z 24500 (à droite).

### Généralités
Dérivées des Z 20500, les Z 23500 n'en ont pas conservé les lignes anguleuses : elles possèdent au contraire des lignes où les courbes sont très présentes, en particulier sur les faces. Les rames du Nord-Pas-de-Calais se distinguent par leurs portes de couleur jaune.
Les Z 23500 sont des automotrices électriques bicourant 1500 volts continu et 25 kV alternatif, pouvant circuler sur l'ensemble du réseau ferré national à voie normale électrifié. Des versions 15 kV et 3000 volts aptes à franchir les frontières étaient prévues, mais n'ont pas fait l'objet de commandes. Elles sont autorisées à la vitesse de 140 km/h. Ces rames sont directement dérivés des Z 20500 circulant en Île-de-France avec quatre ou cinq caisses, ou plus précisément, à un demi-élément : chaque élément TER 2N est constitué de deux caisses, une motrice (ZBx) et une remorque (ZRABx) reliées par une barre d'attelage semi-permanente. Une cabine, climatisée, est située à chaque extrémité, les deux sont identiques. La climatisation fait appel à deux convertisseurs en redondance.
Les éléments sont couplables grâce à leur attelage automatique Scharfenberg, à raison de quatre éléments Z 23500 ou d'un élément Z 23500 et un élément Z 2N. Elles peuvent également être couplées à la nouvelle génération TER 2N NG constituée des Z 24500 et Z 26500. Contrairement aux Z 20500 équipés de tampons, les TER 2N sont dotés de peignes antichevauchement et d'absorbeurs d'énergie, sur les faces et entre les deux caisses.

### Motorisation et freinage
La motorisation électrique bicourant (1 500 volts continu et 25 000 volts monophasé) permet au train de desservir l'ensemble du réseau français électrifié. Les deux bogies de la motrice sont chacun dotés de deux moteurs asynchrones triphasés d'une puissance nominale de 425 kW, soit un total de 1700 kW par élément. Ils sont pilotés par deux onduleurs Onix 1500 (Onduleur Nouvelle génération à Intégration eXceptionnel), fondées sur des composants de type IGBT (insulated gate bipolar transistor), avec dispositif d'amélioration du facteur de puissance au secondaire du transformateur. L'utilisation d'une chaîne Onix se traduit par un gain de masse de quatre tonnes et par la réduction de 1,6 m2 de surface du compartiment appareillage de la motrice par rapport à un élément Z 20500, conséquence de l'emploi d'un seul onduleur pour les deux moteurs, de la disparition du self de lissage et du hacheur et des gains de volume propres à l'IGBT.
Le courant 1500 V, directement capté ou transformé, est fourni aux blocs moteurs, aux circuits de chauffage ainsi qu'aux deux convertisseurs statiques (CVS) constitués de deux modules de 120 kW.
Les éléments disposent du freinage rhéostatique ou frein électrique, qui est prioritaire ; le freinage pneumatique est assuré par des sabots Y401 D et E sur les bogies moteurs, et par des disques et des sabots Y36 P 2 C et Cx sur les bogies porteurs, tous disposant d'une suspension pneumatique avec amortisseurs et anti-lacets.

## Accidents
Le 9 juin 2005 vers 17 heures, l'élément Z 23574 Nord-Pas-de-Calais, en tête d'un TER interrégional Lille-Flandres - Rouen Rive-Droite, couplée à la Z 26503/504 Picardie, circule à 100 km/h. Malgré le déclenchement du freinage d'urgence, il percute à environ 40 km/h un camion tombé en panne sur un passage à niveau situé dans la zone industrielle de Saint-Laurent-Blangy, près d'Arras (Pas-de-Calais) et transportant 944 bouteilles de gaz propane et butane. La collision, puis les explosions des bouteilles de gaz qui s'ensuivirent ont incendié la première voiture de l'élément Z 23574, et fortement endommagé la seconde, sans faire toutefois de victimes, les cent-cinquante voyageurs présents étant tous rapidement évacués du train. Cet élément, qui n'avait parcouru que 682 993 kilomètres, a été radié le 31 mai 2007,.
Le 2 juin 2008 au passage à niveau no 68 de Mésinges, sur le territoire de la commune d'Allinges, dans le département français de la Haute-Savoie, l'élément Z23512 Rhône-Alpes en tête d'un TER international Évian-les-Bains - Genève entre en collision avec un autocar transportant des collégiens du collège Théodore-Monod de Margencel, commune voisine d'Allinges. À 13 h 52, le train TER 884328 parti quelques minutes plus tôt de Thonon-les-Bains et en route pour la gare de Genève-Eaux-Vives, en Suisse, approche du passage à niveau. Il roule à sa vitesse réglementaire de 93 km/h, mais trop élevée pour qu'il puisse s'arrêter à temps. En effet le train sort d'un virage seulement 125 mètres avant d'atteindre le passage à niveau. Malgré l'activation du freinage d'urgence par le conducteur, le train percute l'arrière du véhicule à une vitesse d'au moins 80 km/h. La violente collision fait 7 morts et 25 blessés, dont 4 grièvement.

## Services effectués

### TER Hauts-de-France
- Lille-Flandres – Valenciennes – Aulnoye-Aymeries – Jeumont,
- Lille-Flandres – Douai,
- Lille-Flandres – Hazebrouck – Dunkerque,
- Arras – Lens – Hazebrouck – Calais-Ville,
- Lille-Flandres – Don - Sainghin – Lens/Béthune,
- Cambrai – Valenciennes,
- Douai – Lens,
- Douai – Valenciennes,
- Douai – Cambrai – Saint-Quentin,
- Saint-Quentin – Aulnoye-Aymeries.

### TER PACA
- Marseille – Toulon – Hyères
- Grasse – Cannes – Nice – Vintimille (très occasionnellement depuis l'arrivée des Z 55500)
- Les Arcs - Draguignan – Toulon
- Marseille – Miramas – Avignon.

### TER Auvergne-Rhône-Alpes
- Lyon-Part-Dieu/Lyon-Perrache – Vienne – Valence,
- Lyon-Part-Dieu/Lyon-Perrache – Vienne – Valence – Avignon,
- Lyon-Part-Dieu/Lyon-Perrache – Villefranche-sur-Saône – Mâcon,
- Mâcon-Ville – Lyon-Part-Dieu/Lyon-Perrache – Vienne – Valence.
- Anciens services :
  - Lyon-Perrache – Lyon-Part-Dieu – Annemasse – Évian-les-Bains / Saint-Gervais-les-Bains-Le Fayet,
  - Lyon-Part-Dieu / Lyon-Perrache – Givors-Ville – Saint-Étienne – Firminy,
  - Rives – Voiron – Moirans – Voreppe – Grenoble – Grenoble-Universités - Gières,
  - Genève-Eaux-Vives – Annemasse – Thonon – Évian-les-Bains
Pour épauler les Z 9500 et Z 9600 à la capacité insuffisante au début des années 2000 ; puis ces rames sont reparties sur les Péri-urbains Lyonnais lors de l'arrivée des Z 27500 sur la région annemassienne.

Depuis 2024, on les retrouve également sur l'étoile de Chambéry, notamment sur les services suivants :
- Chambéry - Albertville - Bourg-Saint-Maurice,
- Chambéry - Annecy,
- Chambéry - Saint-André-le-Gaz,
- Chambéry - Modane (plus occasionnellement).

## Répartition du parc

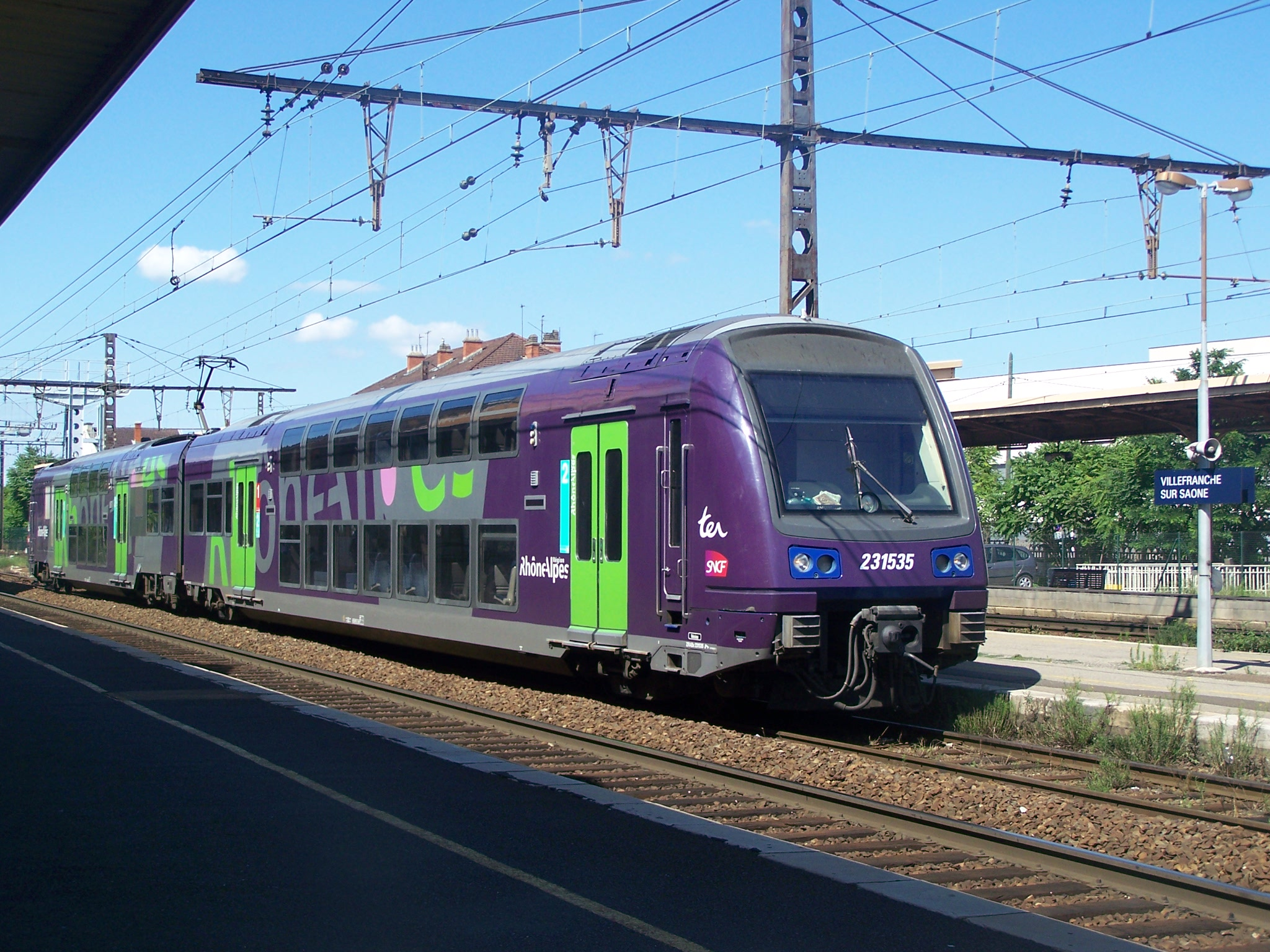
Un TER 2N Rhône-Alpes en gare de Villefranche-sur-Saône dans le Rhône.

Au 3 janvier 2018, les 79 exemplaires de Z 23500 sont répartis de la façon suivante :
- 33 exemplaires appartiennent à la région Hauts-de-France et sont gérés par la STF Hauts-de-France ;
- 30 exemplaires appartiennent à la région Provence-Alpes-Côte d'Azur et sont gérés par la STF Provence-Alpes-Côte d'Azur ;
- 16 exemplaires appartiennent à la région Auvergne-Rhône-Alpes et sont gérés par la STF Rhône-Alpes.